# DEFA-Studio für populärwissenschaftliche Filme
Das DEFA-Studio für populärwissenschaftliche Filme war ein Filmstudio in Potsdam-Babelsberg von 1952 bis 1969.

## Geschichte und Strukturen
Bei der DEFA gab es seit ihrer Gründung 1946 verschiedene Produktionsgruppen, die Kurz- und Lehrfilme herstellten. 1948 wurden diese in einer eigenständigen Kurzfilmabteilung zusammengefasst.
1952 wurde daraus das DEFA-Studio für populärwissenschaftliche und Lehrfilme gegründet, das 1953 in VEB DEFA-Studio für populärwissenschaftliche Filme umbenannt wurde. Es war ein wirtschaftlich und juristisch weitgehend selbstständiges Unternehmen, das der Hauptverwaltung Film beim Kulturministerium der DDR unterstellt war und von dieser auch finanzielle Unterstützung erhielt.
Der Hauptsitz war in Babelsberg, mit Ateliers und Produktionsstätten, es gab Außenstellen in Halle/Saale und Dresden. Es bestanden weiterhin verschiedene Produktionsgruppen, die Kurzfilme zu verschiedenen Themenbereichen herstellten, wie Medizin- und Hygienefilme, Lehrfilme, Industriefilme und zeitweise Werbefilme. Diese wurden als Vorprogramme in Kinos gezeigt, oder in Forschungs- und Bildungseinrichtungen, in Betrieben, auf Messen und bei weiteren Gelegenheiten.
1953 gab es 344 Mitarbeiter, 1957 430. 1953 wurden 145 Filme hergestellt, bis 1969 waren es über 2.000.
1955 wurde aus der Trickabteilung in Dresden das DEFA-Studio für Trickfilme gebildet, eine Trickabteilung blieb aber auch weiterhin im DEFA-Studio für populärwissenschaftliche Filme bestehen. 1963 wurden die Werbefilmproduktion von der DEWAG übernommen.
1969 wurde aus dem DEFA-Studio für populärwissenschaftliche Filme und dem DEFA-Studio für Wochenschau und Dokumentarfilme das DEFA-Studio für Kurzfilme  gebildet, das 1975 in DEFA-Studio für Dokumentarfilme umbenannt wurde und bis 1993 bestand.

## Filme (Auswahl)
Einige Filme aus dem DEFA-Studio für populärwissenschaftliche Filme 
- 1953 Die Streichholzballade, von Johannes Hempel, satirischer Puppentrickfilm über Versorgungsprobleme in der DDR
- 1954 Die Wartburg, von Günter Mühlpforte
- 1955 Lebendes Eisen, von Berthold Beißert
- 1956 Wie die Sorben den Maibaum aufstellen, von Hans-Günter Kaden
- 1959 Gefährlicher Freund, von Lothar Devaal
- 1960 Der Altar von Pergamon, von Erich Legler

- 1962 Hydra – Sage und Wirklichkeit, von Siegfried Bergmann
- 1964 Aktive Erholung, von Kurt Weiler, Puppentrickfilm
- 1965 Blüte und Insekt, von Siegfried Bergmann
- 1965 Mußte das sein?, von Wolfgang Heyer
- 1966 Ist Sattsein richtig ernährt?, von Ulrich Kluck
- 1966 Es genügt nicht 18 zu sein, von Kurt Tetzlaff, kritischer Film über junge Arbeiter
- 1967 Credo: Martin Luther – Wittenberg 1517, von Rudi Müller